# Nessun dorma
"Nessun dorma" er en arie fra Giacomo Puccinis opera Turandot. Arien, hvis titel oversat fra italiensk betyder "Ingen må sove",
følger efter prinsesse Turandots befaling om, at alle ved hoffet skal bruge natten på at finde navnet på den ukendte prins Calàf. Han har udfordret den koldhjertede prinsesse Turandot til at gætte sit navn. Kan hun ikke det, skal de giftes. Calàf synger overbevist om, at deres anstrengelser vil være forgæves.
Det var nu afdøde Luciano Pavarottis signatursang. BBC brugte hans indspilning i forbindelse med VM i fodbold i Italien i 1990, og sangen opnåede popstatus.
Det blev benyttet i forboldsammenhænge igen i 2021, da Andrea Bocelli sang den ved åbningsceremonien for Europamesterskabet i fodbold 2020.
I Danmark har Peter Lindroos sunget arien.

## Libretto
| Vers (fra den originale libretto) Il principe ignoto Nessun dorma!... Tu pure, o Principessa, Nella tua fredda stanza Guardi le stelle Che tremano d'amore e di speranza. Ma il mio mistero è chiuso in me, Il nome mio nessun saprà! Solo quando la luce splenderà, Sulla tua bocca lo dirò fremente!... Ed il mio bacio scioglierà il silenzio Che ti fa mia!... Voci di donne Il nome suo nessun saprà... E noi dovremo, ahimè, morir!... Il principe ignoto Dilegua, o notte!... Tramontate, stelle!... All'alba vincerò!... | Sangtekst Il principe ignoto Nessun dorma! Nessun dorma! Tu pure, o Principessa, nella tua fredda stanza guardi le stelle che tremano d'amore e di speranza... Ma il mio mistero è chiuso in me, il nome mio nessun saprà! No, no, sulla tua bocca lo dirò, quando la luce splenderà! Ed il mio bacio scioglierà il silenzio che ti fa mia. Voci di donne Il nome suo nessun saprà... E noi dovrem, ahimè, morir, morir! Il principe ignoto Dilegua, o notte! Tramontate, stelle! Tramontate, stelle! All'alba vincerò! Vincerò! Vincerò! |

Dansk oversættelse:
Prinsen:
Ingen må sove! ... Ingen må sove!
Selv du, prinsesse, i dit kolde værelse ser på stjernerne, der skælver af kærlighed og håb.

Men min hemmelighed er skjult inden i mig, mit navn skal ingen kende ... 

Nej! ... Nej! Mod dine læber skal jeg sige det når lyset bryder frem.

Og mit kys vil opløse stilheden som gør dig min! ...
Kvindekoret:
Ingen skal kende hans navn, og vi, ak, vi skal alle dø!
Prinsen:
Vig bort, oh nat! Stjerner, gå ned! Stjerner, gå ned!
Ved morgengry er sejren min!
Sejren min! Sejren min!

## Eksterne links
Pavarotti synger Nessun Dorma